# Prilipe
Prilipe so naselje v Občini Brežice.

## Prebivalstvo
Etnična sestava 1991:
- Slovenci: 91 (100 %)